# Federico Casimiro del Palatinato-Zweibrücken-Landsberg
Federico Casimiro (de: Friedrich Kasimir; Zweibrücken, 10 giugno 1585 – Montigny-Montfort, 30 settembre 1645) fu duca di Landsberg dal 1604 al 1645.

## Vita
Federico Casimiro nacque a Zweibrücken nel 1585 come secondo figlio maschio di Giovanni I del Palatinato-Zweibrücken e Maddalena di Jülich-Kleve-Berg. Dopo la morte di suo padre nel 1604, Federico Casimiro ed i suoi fratelli divisero i suoi territori: il maggiore, Giovanni, ereditò il Palatinato-Zweibrücken, Federico Casimiro ricevette i territori attorno a Landsberg in Alsazia, mentre la sede di Kleeburg andò al figlio più giovane, Giovanni Casimiro. Morì a Montfort-en-Auxois nel 1645 e fu sepolto nella Alexanderkirche a Zweibrücken.

## Matrimonio
Federico Casimiro sposò la contessa Emilia Anversiana di Nassau (9 dicembre 1581 – 28 settembre 1657), figlia di Guglielmo il Taciturno, il 4 luglio 1616 ed ebbero tre figli:
- Federico (1617–1617)
- Federico Luigi (1619–1681)
- Carlo Enrico (1622–1623)

## Ascendenza
|                                                        |                       |                                    | Genitori                          |  |  | Nonni |  |  | Bisnonni                            |  |  | Trisnonni                             |  |
|                                                        |                       |                                    |                                   |  |  |       |  |  | Luigi II del Palatinato-Zweibrücken |  |  | Alessandro del Palatinato-Zweibrücken |  |
|                                                        |                       |                                    |                                   |  |  |       |  |  | Luigi II del Palatinato-Zweibrücken |  |  | Alessandro del Palatinato-Zweibrücken |  |
|                                                        |                       | Margherita di Hohenlohe-Neuenstein |                                   |  |  |       |  |  | Luigi II del Palatinato-Zweibrücken |  |  |                                       |  |
| Volfango del Palatinato-Zweibrücken                    |                       |                                    |                                   |  |  |       |  |  | Luigi II del Palatinato-Zweibrücken |  |  |                                       |  |
|                                                        |                       | Elisabetta d'Assia                 | Guglielmo I d'Assia               |  |  |       |  |  |                                     |  |  |                                       |  |
|                                                        |                       | Elisabetta d'Assia                 | Guglielmo I d'Assia               |  |  |       |  |  |                                     |  |  |                                       |  |
|                                                        |                       | Elisabetta d'Assia                 | Anna di Braunschweig-Wolfenbüttel |  |  |       |  |  |                                     |  |  |                                       |  |
| Giovanni I del Palatinato-Zweibrücken                  |                       | Elisabetta d'Assia                 |                                   |  |  |       |  |  |                                     |  |  |                                       |  |
|                                                        |                       | Filippo I d'Assia                  | Guglielmo II d'Assia              |  |  |       |  |  |                                     |  |  |                                       |  |
|                                                        |                       | Filippo I d'Assia                  | Guglielmo II d'Assia              |  |  |       |  |  |                                     |  |  |                                       |  |
|                                                        |                       | Filippo I d'Assia                  | Anna di Meclemburgo-Schwerin      |  |  |       |  |  |                                     |  |  |                                       |  |
| Anna d'Assia                                           |                       | Filippo I d'Assia                  |                                   |  |  |       |  |  |                                     |  |  |                                       |  |
|                                                        |                       | Cristina di Sassonia               | Giorgio di Sassonia               |  |  |       |  |  |                                     |  |  |                                       |  |
|                                                        |                       | Cristina di Sassonia               | Giorgio di Sassonia               |  |  |       |  |  |                                     |  |  |                                       |  |
|                                                        |                       | Cristina di Sassonia               | Barbara Jagellona                 |  |  |       |  |  |                                     |  |  |                                       |  |
| Federico Casimiro del Palatinato-Zweibrücken-Landsberg |                       | Cristina di Sassonia               |                                   |  |  |       |  |  |                                     |  |  |                                       |  |
|                                                        | Giovanni III di Kleve | Giovanni II di Kleve               |                                   |  |  |       |  |  |                                     |  |  |                                       |  |
|                                                        | Giovanni III di Kleve | Giovanni II di Kleve               |                                   |  |  |       |  |  |                                     |  |  |                                       |  |
|                                                        | Giovanni III di Kleve | Matilde d'Assia                    |                                   |  |  |       |  |  |                                     |  |  |                                       |  |
| Guglielmo di Jülich-Kleve-Berg                         | Giovanni III di Kleve |                                    |                                   |  |  |       |  |  |                                     |  |  |                                       |  |
|                                                        |                       | Maria di Jülich-Berg               | Guglielmo di Jülich-Berg          |  |  |       |  |  |                                     |  |  |                                       |  |
|                                                        |                       | Maria di Jülich-Berg               | Guglielmo di Jülich-Berg          |  |  |       |  |  |                                     |  |  |                                       |  |
|                                                        |                       | Maria di Jülich-Berg               | Sibilla di Hohenzollern           |  |  |       |  |  |                                     |  |  |                                       |  |
| Maddalena di Jülich-Kleve-Berg                         |                       | Maria di Jülich-Berg               |                                   |  |  |       |  |  |                                     |  |  |                                       |  |
|                                                        |                       | Ferdinando I d'Asburgo             | Filippo I d'Asburgo               |  |  |       |  |  |                                     |  |  |                                       |  |
|                                                        |                       | Ferdinando I d'Asburgo             | Filippo I d'Asburgo               |  |  |       |  |  |                                     |  |  |                                       |  |
|                                                        |                       | Ferdinando I d'Asburgo             | Giovanna di Castiglia             |  |  |       |  |  |                                     |  |  |                                       |  |
| Maria d'Austria                                        |                       | Ferdinando I d'Asburgo             |                                   |  |  |       |  |  |                                     |  |  |                                       |  |
|                                                        |                       | Anna Jagellone                     | Ladislao II d'Ungheria            |  |  |       |  |  |                                     |  |  |                                       |  |
|                                                        |                       | Anna Jagellone                     | Ladislao II d'Ungheria            |  |  |       |  |  |                                     |  |  |                                       |  |
|                                                        |                       | Anna Jagellone                     | Anna di Foix-Candale              |  |  |       |  |  |                                     |  |  |                                       |  |
|                                                        |                       | Anna Jagellone                     |                                   |  |  |       |  |  |                                     |  |  |                                       |  |

| Controllo di autorità | VIAF (EN) 33174336 · CERL cnp01100010 · GND (DE) 132970244 |